# Daisuke Watabe
Daisuke Watabe (jap. 渡部 大輔 Watabe Daisuke; ur. 19 kwietnia 1989) – japoński piłkarz występujący na pozycji obrońcy. Obecnie występuje w Omiya Ardija.

## Kariera klubowa
Od 2008 roku występował w klubie Omiya Ardija.